# Radu Vodă (okręg Giurgiu)
Radu Vodă – wieś w Rumunii, w okręgu Giurgiu, w gminie Izvoarele. W 2011 roku liczyła 259 mieszkańców.